# Thần tượng mạng
Thần tượng mạng (ネットアイドル Netto aidoru, hay còn gọi là "net idol" trong tiếng Anh) là một thuật ngữ ở Nhật Bản dùng để chỉ một người đạt đến địa vị người nổi tiếng thông qua mạng Internet. Không giống như người nổi tiếng trên mạng, thần tượng mạng thì tập trung hơn vào nền văn hóa đại chúng Nhật Bản.

## Lịch sử
Thần tượng mạng nổi lên là một nhánh của thần tượng Nhật Bản vào cuối những năm 1990. "Siêu thần tượng" hay "thần tượng ảo" đầu tiên trên thế giới là nhân vật Kyoko Date của Nhật Bản ra mắt năm 1997. Cô ấy có một lịch sử và thống kê sản xuất và những bài hát riêng. Trong khi đó, những thần tượng áo tắm (グラビアアイドル, gurabia aidoru) như Yoko Matsugane, Rio Natsume và Eiko Koike tự bản thân họ đã là thần tượng mạng, nhưng lại xuất hiện rộng khắp trong bộ dạng thiếu vải với những bức ảnh "mát mẻ".